# Vardøger
Vardøger est un groupe de metal extrême chrétien norvégien, originaire de Hamar. Formé en 1994 sous le nom de Hidden Paradise,. Les membres du groupe à l'époque étaient tous impliqués dans d'autres projets musicaux et traitaient donc Hidden Paradise comme un projet parallèle.

## Histoire
Plusieurs chansons sont écrites entre 1995 et 1997, presque assez pour un album entier, et le groupe change son nom pour Vardøger, mais se sépare avant qu'un album ne puisse sortir. En 2000, le groupe contribue avec le morceau de black metal symphonique Footprints of Thunder  sur la compilation In the Shadow of Death: A Scandinavian Extreme Music Compilation,,.
Vardøger se reforme et lance finalement un EP, Whitefrozen, en 2003 via Endtime Productions,. L'album est bien accueilli par les critiques et est considéré comme un classique. Stefan Lang de powermetal.de déclare que le groupe avait un potentiel réel de croître au-delà de la moyenne, Matt Morrow de HM Magazine donne à l'album une note de 10/10, et le rédacteur chrétien Johannes Jonsson note l'album 3/5. Jakob Plantinga de rocklife.nl estime que, selon lui, alors que l'album était bon, il n'était pas particulièrement innovant. Le style de cet album est décrit comme du black metal mélangé avec folk metal, et viking metal,. Le groupe est comparé à Amorphis et Schaliach, ce dernier projet étant le principal du membre de Vardøger Peter Dalbakk. La même année, le groupe joue à Nordic Fest à Oslo, en Norvège.
En 2006, Vardøger se sépare en raison du manque d'intérêt des musiciens,, bien que le groupe ait joué à nouveau au Nordic Fest en 2007. Le groupe se reforme l'année suivante et commence à écrire des chansons. Un changement majeur de line-up a lieu en 2010, et le groupe commence à enregistrer un album studio, Ghost Notes, qui sort en 2015 via Starbreather Productions. Cet album est très favorablement accueilli par les critiques - rocklife.nl note l'album 9,5 sur 10, et Jeffrey de metalfan.nl lui attribue 78/100. Bien que le groupe soit connu pour jouer du black metal sur cette sortie, il étend son style au metal progressif et au death metal mélodique. Ghost Notes est comparé à sa sortie à des groupes comme Kekal, Extol, Gojira et Opeth.  
En 2018, Vardøger annonce une nouvelle séparation. 

## Membres

### Derniers membres
- Peter Dalbakk - chant (1994-1997, 2003-2006, 2007, 2008-2018) (Schaliach et Fleshkiller)
- Robert Bordevik - guitare (1994-1997, 2003-2006, 2007, 2008-2018) (Grievance et Antestor)
- Knut Anders Sørum - chant, clavier (1994-2006, 2007, 2008-2018)
- Alexander Dalbakk - guitare (2010-2018)
- Johanne B. Bordevik – chant (2010-2018)
- Henning Ramseth - basse, clavier (2010-2018) (Ramzet et Return)
- Johannes Baumann – batterie (2010-2018)

### Anciens membres
- Tom Arne Fossheim - batterie (1994-1997, 2003-2006, 2008-2010)
- Jo Henning Børven - batterie (2003-2006, 2007) (Grave Declaration et Antestor)
- Stian Aarebrot - guitare (1994-1997, 2003-2006, 2007, 2008-2010)
- Magnus Westgaard - basse (2003-2006, 2007, 2008-2010) (Absurd²)

## Discographie

### Apparitions
- 2000 : In the Shadow of Death: A Scandinavian Extreme Music Compilation (2000) - contribution avec Footprints of Thunder
- 2003 : Come Armageddon - Endtime Productions V Years